# Julien Lugand
Julien Lugand est un historien de l'art français né en 1976.

## Généralités
Julien Lugand est maître de conférences d'histoire de l'art moderne à l'université Toulouse II, où dans un premier temps il a soutenu une thèse de doctorat en 2004.
Ses travaux se portent essentiellement sur l'historiographie de la période baroque européenne, avec une nette préférence pour la culture hispanique et languedocienne. Il est également chargé de mission pour la présidence culture de l'Arc latin auprès du Conseil général des Pyrénées-Orientales.